# Retiro granadensis
Retiro granadensis is een spinnensoort in de taxonomische indeling van de nachtkaardespinnen (Amaurobiidae).
Het dier behoort tot het geslacht Retiro. De wetenschappelijke naam van de soort werd voor het eerst geldig gepubliceerd in 1878 door Eugen von Keyserling.